# Quilles de huit
 (mars 2019).
Si vous disposez d'ouvrages ou d'articles de référence ou si vous connaissez des sites web de qualité traitant du thème abordé ici, merci de compléter l'article en donnant les références utiles à sa vérifiabilité et en les liant à la section « Notes et références ».

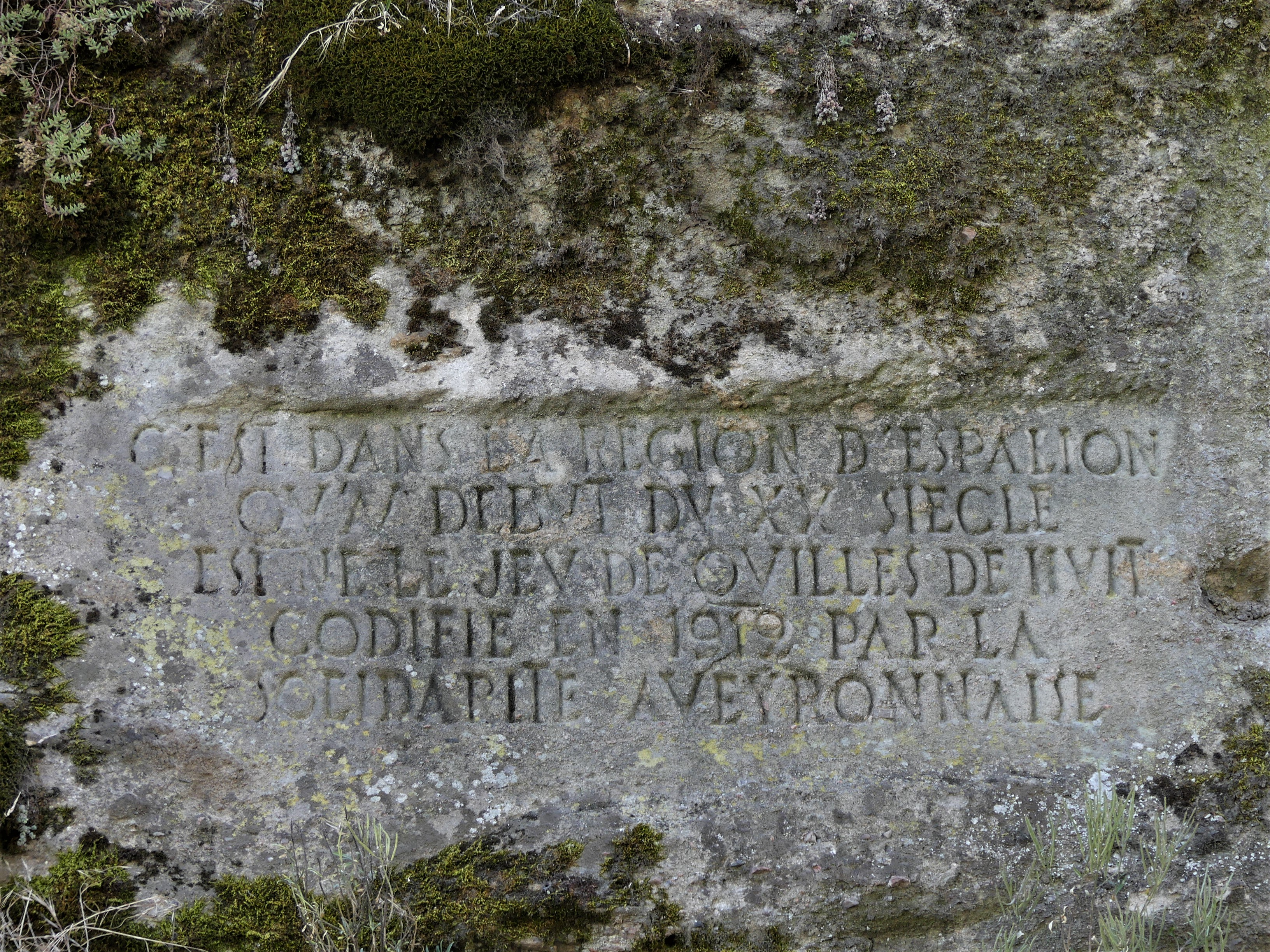
Inscription à Espalion relatant la naissance du jeu de quilles de huit.

Le sport de quilles de huit est une évolution des anciens jeux à neuf quilles.
C'est dans la région d'Espalion en Aveyron que les joueurs avaient pris l'habitude de « prendre quille », c’est-à-dire de prendre une des neuf quilles « debout » pour la frapper avec la boule.
Les quilles de huit constituent la deuxième discipline sportive dans l’Aveyron (après le football) et comptent près de 4 500 licenciés en France.
Depuis 2012, cette pratique est inscrite à l'Inventaire du patrimoine culturel immatériel en France.

## Histoire
La Solidarité Aveyronnaise, présidée par Joseph Ayrignac, rédigea les règles du Championnat du jeu de quilles le 6 juin 1912. La partie comportait huit coups et s'arrêtait à 15 mètres mais un neuvième coup à 20 mètres fut rajouté par la suite.
- 1912 : Codification des quilles de huit
- 16 mars 1913 : Première rencontre avec neuf coups à Paris.
- 1936 : La Fédération Aveyronnaise de quilles voit le jour et crée le Championnat de l'Aveyron nommé Fanion.
- 1946 : Création d'un Comité parisien et 1re édition du Championnat de France par équipes.
- 1951 : 1re édition du Championnat de France individuel.
- 21 janvier 1957 : Création de la Fédération française des sports de quilles, présidé par Robert Mazars.
- 1971 : Création des quilles USEP.
- 1986 : Création des écoles de quilles.

## Matériel
La boule :
Généralement, les boules sont réalisées dans une souche de noyer. Aujourd’hui, avec de nouvelles méthodes, des colles adaptées, celles-ci sont réalisées à partir d’assemblages de plusieurs épaisseurs de bois, d’essences différentes, pour améliorer la solidité et le frappé de la quille joueuse, avec un intérieur évidé pour diminuer le poids, tout en gardant le même diamètre de celle-ci. La poignée sera suffisamment large et profonde pour un passage aisé de la main. Les boules ne doivent pas dépasser 28 cm de diamètre pour un poids allant de 4 à 6 kg.
Les quilles :
Les quilles joueuses et les quilles debout sont réalisées en bois de hêtre. Les quilles joueuses sont quelquefois réalisées dans des essences de bois différentes, pour rechercher une meilleure frappe. Le diamètre de la quille joueuse est défini en fonction du poids de celle-ci, de la puissance du joueur et de la distance où il va jouer. Le rapport de poids de la quille joueuse avec la boule doit être de 1/3 pour un maximum de rendement. Les quilles ont une longueur de 60 cm et diamètre de 7 cm pour un poids variable de 1 à 2 kg.

## Déroulement de la partie
La partie : elle se décompose en 9 coups répartis sur 5 distances de lancer, allant de 1 à 20 mètres. Chaque coup comprend 2 jets (hormis à 1 mètre où on ne lance que la boule) :
- le lancer de quille, consistant à frapper la quille joueuse avec la boule afin de la projeter dans les quilles « debout »,
- le lancer de boule servant à finir le coup et à tomber le maximum de quilles « debout » non abattues avec la quille joueuse.

1 mètre : 1 coup
La boule seule est lancée afin de tomber les quilles « debout » du jeu. 8 quilles peuvent être tombées au maximum.
5 mètres : 2 coups
Lancer de la quille frappée avec la boule puis lancer de la boule. La première quille de la rangée du milieu, appelée "la bonne", doit obligatoirement être abattue, soit avec la quille, soit avec la boule, afin de pouvoir comptabiliser toutes les quilles abattues. Si c’est le cas, la quille joueuse est aussi comptabilisée. On peut donc avoir un maximum de 9 quilles abattues (8 quilles « debout » et la quille joueuse). Si aucune des conditions ci-dessus ne sont remplies, le coup vaut 0.
10 mètres : 3 coups
Lancer de la quille frappée avec la boule, puis lancer de la boule. La première quille de la rangée du milieu doit obligatoirement être abattue, ou alternativement 2 autres quilles avec la quille. Si ce n’est pas le cas, le joueur doit abattre la « bonne » avec la boule afin de pouvoir comptabiliser toutes les quilles abattues. Si c’est le cas, la quille joueuse est là aussi comptabilisée.On peut donc avoir un maximum de 9 quilles abattues (8 quilles « debout » et la quille joueuse). Si aucune des conditions ci-dessus ne sont remplies le coup vaut 0.
15 mètres : 2 coups
Lancer de la quille frappée avec la boule, puis lancer de la boule. La première quille de la rangée du milieu doit obligatoirement être abattue, ou alternativement une autre quille du jeu avec la quille joueuse. Si ce n’est pas le cas, le joueur doit abattre la « bonne » avec la boule afin de pouvoir comptabiliser toutes les quilles abattues. Si c’est le cas, la quille joueuse est là aussi comptabilisée. On peut donc avoir un maximum de 9 quilles abattues (8 quilles « debout » et la quille joueuse). Si aucune des conditions ci-dessus ne sont remplies le coup vaut 0.
20 mètres : 1 coup
Mêmes conditions que pour le coup de 15 mètres.
Une partie est considérée comme réussie lorsque le joueur dépasse les 50 quilles tombées. Le record actuel est de 68 quilles tombées le 15 juin 1997.

## Catégories d'âge
Catégories d'âge
- 66 ans et plus : Super vétérans
- 60 - 65 ans : Vétérans
- 19 - 59 ans : Séniors
- 17 - 18 ans : Juniors
- 15 - 16 ans : Cadets
- 13 - 14 ans : Minimes
- 11 - 12 ans : Benjamins - Benjamines
- 8 - 9 - 10 ans : Poussins - Poussines

## Divisions
- 1re division ⇒ Excellence
- 2e division ⇒ Honneur
- 3e division ⇒ Promotion (2 poules)
- 4e division ⇒ Essor (4 poules)
- 5e division ⇒ 1re Série (6 poules : 1 par secteur géographique)
- 6e division ⇒ 2e Série (6 poules : 1 par secteur géographique)
- 7e division ⇒ 3e Série (6 poules : 1 par secteur géographique)

## Clubs
La plus grande concentration de clubs de quilles de huit est bien sûr située en Aveyron, leur pays natal, mais il faut savoir qu'il en existe aussi dans des grandes villes comme Paris, Toulouse ou Montpellier, mais ce sont souvent les moins connus.
Liste des clubs aveyronnais
- Agen-d'Aveyron
- Arvieu
- Balsac
- Baraqueville
- Bertholène Coussergues
- Bezonnes
- Bozouls
- Camboulazet
- Campouriez
- Campuac
- Cassagnes-Bégonhès
- Cassuéjouls
- Castelnau de Mandailles
- Colombiès
- Comps-la-Grand-Ville
- Cransac Auzits
- Curan Bouloc
- Durenque
- Entraygues
- Espalion
- Espeyrac
- Flavin
- Florentin-la-Capelle
- Gabriac
- Gages
- Gillorgues
- Golinhac
- Gramond
- Grand-Vabre
- Grand-Vabre Marcillac-Vallon
- Huparlac
- Laguiole
- Lassouts
- Lestrade-et-Thouels
- Limayrac
- Luc-la-Primaube
- Lunel
- Magrin
- Manhac
- Marcillac-Vallon
- Millau
- Le Monastère
- Montbazens
- Moyrazès
- Najac
- Naucelle
- Le Nayrac
- Olemps
- Onet-le-Château
- Palmas
- Le Piboul
- Pierrefiche
- Pont-de-Salars
- La Primaube
- Prades-Salars
- Pruines
- Réquista
- Rieupeyroux
- Rignac Firmi
- Rodez
- Rullac-Saint-Cirq
- Saint-Amans-des-Cots
- Saint-Christophe-Vallon
- Saint-Côme-d'Olt
- Saint-Cyprien-sur-Dourdou
- Saint-Geniez-d'Olt
- Saint-Jean-Delnous
- Saint-Julien-de-Rodelle
- Sainte-Geneviève-sur-Argence
- Saint-Laurent-d'Olt
- Sébazac-Concourès
- Ségur
- La Selve
- Sénergues
- Sévérac-le-Château
- Souyri
- Taurines-Tayac
- Trémouilles
- Villecomtal
- Villefranche-de-Panat
- Villefranche-de-Rouergue

Liste des clubs hors Aveyron :
- Toulouse SQAAT
- Grenade SQ Save et Garonne
- Montpellier SQ Montpellier
- Luzech SQ Luzech
- Saint-Céré SQ Saint Céré Quilles 46
- Le Rozier QAC Le Rozier
- Paris SA Paris
- Paris SQR Paris
- Castres SQ Castres
- Mirandol SQ Mirandol
- Sénouillac SQ Sénouillac
- Le Sequestre SQ Le Séquestre
- Valence-d'Albigeois SQ Valence d'Albi
- Bressols SQ Bressols

## Records de France Individuels
Séniors :
Sur 1 partie :
68 quilles par Alain Pradel (licencié à Rodez) le 15-06-1997 à Rieupeyroux.
68 quilles par Jean-Sébastien Bès (licencié à Sainte-Geneviève) le 06-05-2013 à Balsac.
Sur 2 parties :
126 quilles par René Carnevillier (licencié à Charenton) le 11-10-1959 à Paris.
126 quilles par Jérôme Enjalbert (licencié à Magrin) le 27-04-2014 à Campuac.
Sur 3 parties :
184 quilles par Fabien Albinet (licencié à Luc) le 04/08/2019 à Rodez lors du championnat de France par équipe.
Sur 4 parties :
239 quilles par Denis Guibert (licencié à SA Paris) le 11-08-1996 à Naucelle
239 quilles par Philippe Acquier (alors licencié à Limayrac) le 12-08-1990 à Bressols
Sur 6 parties :
355 quilles par Louis Farrenq (licencié à Lunel) le 02-08-1992 à Rodez.
Sur 7 parties :
383 quilles par Michel Chincholle (licencié à Rodez) le 09-08-1992 à Espalion.
383 quilles par Philippe Clamens (licencié à Gabriac) le 09-08-1992 à Espalion.
Sur 8 parties :
457 quilles par Philippe Acquier (alors licencié à Limayrac) le 12-08-1990 à Bressols
Vétérans :
Sur 1 partie :
64 quilles par Francis Cabrol (licencié à Cransac) le 14-07-2016 à Inières.
Sur 2 parties :
121 quilles par Émile Grimal (licencié à Rodez) le 26-07-1992 à Inières.
Sur 3 parties :
175 quilles par Émile Grimal (licencié à Rodez) le 26-07-1992 à Inières.
Sur 4 parties :
212 quilles par André Cazals (licencié à Millau) le 27-07-1986 à Paris.
Sur 6 parties :
347 quilles par Émile Grimal (licencié à Rodez) le 26-07-1992 à Inières.

## Palmarès

### Championnat de France Individuel
(6 juillet 2018).

#### Seniors
| Année | Joueur                             | Club                 | Nbre Quilles | Terrain                      | Nbre parties | Moyenne |
| ----- | ---------------------------------- | -------------------- | ------------ | ---------------------------- | ------------ | ------- |
| 1951  | Robert Mazars                      | Montparnasse         | 313          | Paris                        | 6            | 52,167  |
| 1952  | René Carnevilliers                 | Montparnasse         | 366          | Paris                        | 7            | 52,286  |
| 1953  | Robert Mazars                      | Montparnasse         | 368          | Paris                        | 7            | 52,571  |
| 1954  | Marcel Douziech                    | Montparnasse         | 359          | Paris                        | 7            | 51,286  |
| 1955  | René Ferrie                        | Montparnasse         | 367          | Paris                        | 7            | 52,429  |
| 1956  | Jean Molinie                       | Rouergat Paris       | 371          | Paris                        | 7            | 53,000  |
| 1957  | C René Arnevilliers                | Charenton            | 375          | Paris                        | 7            | 53,571  |
| 1958  | Robert Mazars                      | Charenton            | 372          | Rodez                        | 7            | 53,143  |
| 1959  | Jean Molinie                       | Rouergat Paris       | 362          | Paris                        | 7            | 51,714  |
| 1960  | M Charles Moussac                  | Rodez                | 313          | Espalion                     | 6            | 52,167  |
| 1961  | Marcel Molinie                     | Rouergat Paris       | 328          | Espalion                     | 6            | 54,667  |
| 1962  | René Carnevilliers                 | Aveyronnais Paris    | 322          | Firmi                        | 6            | 53,667  |
| 1963  | Georges Astorg                     | Charonne             | 311          | Espalion                     | 6            | 51,833  |
| 1964  | Marius Biron                       | St Geniez d'Olt      | 330          | Espalion                     | 6            | 55,000  |
| 1965  | Georges Astorg                     | Charonne             | 324          | Espalion                     | 6            | 54,000  |
| 1966  | Séraphin Caussanel                 | Gages                | 331          | Espalion                     | 6            | 55,167  |
| 1967  | Roland Verol                       | Le Monastère         | 332          | Espalion                     | 6            | 55,333  |
| 1968  | Joseph Canivenq Jean Sonilhac      | Trémouilles Espalion | 321          | Espalion                     | 6            | 53,500  |
| 1969  | Edouard Ratier                     | Rouergat Paris       | 328          | Espalion                     | 6            | 54,667  |
| 1970  | Jean-Pierre Leduc                  | Noisy le Sec         | 317          | Espalion                     | 6            | 52,833  |
| 1971  | Séraphin Caussanel                 | Gages                | 324          | Espalion                     | 6            | 54,000  |
| 1972  | Roland Lacaze                      | Gages                | 311          | Espalion                     | 6            | 51,833  |
| 1973  | Séraphin Caussanel                 | Gages                | 326          | Espalion                     | 6            | 54,333  |
| 1974  | Fernand Boissonnade                | Trémouilles          | 321          | Espalion                     | 6            | 53,500  |
| 1975  | Guy Ginestet                       | Moyrazès             | 313          | Espalion                     | 6            | 52,167  |
| 1976  | Jean Vidal                         | Aveyronnais Paris    | 430          | Millau                       | 8            | 53,750  |
| 1977  | André Couaillac                    | Aveyronnais Paris    | 442          | Espalion                     | 8            | 55,250  |
| 1978  | Philippe Nouyrigat                 | Le Nayrac            | 428          | Paris                        | 8            | 53,500  |
| 1979  | Frédéric Jean-Baptiste             | Rodez                | 428          | Espalion                     | 8            | 53,500  |
| 1980  | Denis Guibert                      | Aveyronnais Paris    | 430          | Pt de Salars                 | 8            | 53,750  |
| 1981  | André Couaillac                    | Espalion             | 429          | Magrin                       | 8            | 53,625  |
| 1982  | Paul Girou                         | Espalion             | 423          | Saint Alban                  | 8            | 52,875  |
| 1983  | L Germain Aporte                   | Prades de Salars     | 433          | Gages                        | 8            | 54,125  |
| 1984  | Denis Guibert                      | Aveyronnais Paris    | 436          | Toulouse                     | 8            | 54,500  |
| 1985  | Christian Cavalier                 | Rodez                | 432          | Baraqueville                 | 8            | 54,000  |
| 1986  | Alain Poujade                      | Ségur                | 430          | Paris                        | 8            | 53,750  |
| 1987  | Christian Calvet                   | Cransac-Auzits       | 447          | Sébazac                      | 8            | 55,875  |
| 1988  | Daniel Batut                       | Cassuéjouls          | 425          | Laguiole                     | 8            | 53,125  |
| 1989  | Marin Nogaret                      | Rodez                | 441          | Arvieu                       | 8            | 55,125  |
| 1990  | Philippe Acquier                   | Limayrac             | 457          | Bressols                     | 8            | 57,125  |
| 1991  | Philippe Acquier                   | Limayrac             | 440          | Moyrazès                     | 8            | 55,000  |
| 1992  | Michel Chincholle Philippe Clamens | Rodez Gabriac        | 383          | Espalion/Campuac             | 7            | 54,714  |
| 1993  | Hubert Eche                        | Lunel                | 435          | Paris                        | 8            | 54,375  |
| 1994  | Christophe Recoules                | Sébazac              | 435          | Marcillac                    | 8            | 54,375  |
| 1995  | Louis Farrenq                      | Lunel                | 441          | Réquista                     | 8            | 55,125  |
| 1996  | Denis Guibert                      | S.A. Paris           | 342          | Naucelle                     | 6            | 57,000  |
| 1997  | Didier Delmas                      | Luc                  | 439          | Campuac                      | 8            | 54,875  |
| 1998  | Louis Farrenq                      | Lunel                | 439          | Ste Geneviève                | 8            | 54,875  |
| 1999  | Philippe Acquier                   | Rodez                | 437          | Flavin                       | 8            | 54,625  |
| 2000  | Jérôme Enjalbert                   | Magrin               | 440          | Versailles                   | 8            | 55,000  |
| 2001  | Louis Farrenq                      | Lunel                | 440          | Luc                          | 8            | 55,000  |
| 2002  | Patrice Enjalbert                  | Magrin               | 436          | St Amans                     | 8            | 54,500  |
| 2003  | Jérôme Enjalbert                   | Magrin               | 442          | Arvieu                       | 8            | 55,250  |
| 2004  | Christophe Recoules                | Sébazac              | 445          | Colombiès                    | 8            | 55,625  |
| 2005  | Christophe Recoules                | Sébazac              | 443          | Magrin                       | 8            | 55,375  |
| 2006  | Fabien Albinet                     | Luc                  | 435          | Gages                        | 8            | 54,375  |
| 2007  | Laurent Izard                      | Luc                  | 456          | Versailles                   | 8            | 57,000  |
| 2008  | Jérôme Enjalbert                   | Magrin               | 450          | Florentin                    | 8            | 56,250  |
| 2009  | Philippe Acquier                   | Rodez                | 440          | Lunel                        | 8            | 55,000  |
| 2010  | Philippe Acquier                   | Rodez                | 441          | Montpellier                  | 8            | 55,125  |
| 2011  | Christophe Marcillac               | Ste Geneviève        | 443          | Bozouls                      | 8            | 55,375  |
| 2012  | Daniel Alaux                       | Rodez                | 439          | Espalion                     | 8            | 54,875  |
| 2013  | Christophe Recoules                | Sébazac              | 443          | Sebazac Concoures            | 8            | 55,375  |
| 2014  | Laurent Izard                      | Luc                  | 426          | Versailles                   | 8            | 53,250  |
| 2015  | Stéphane Acquier                   | Rodez                | 434          | Pont-de-Salars               | 8            | 54,250  |
| 2016  | Elian Vigouroux                    | Inières              | 438          | Moyrazès                     | 8            | 54,750  |
| 2017  | Clément Layrac                     | Lunel                | 445          | Rignac                       | 8            | 55,625  |
| 2018  | Didier Duranton                    | Huparlac             | 440          | Sainte-Geneviève-sur-Argence | 8            | 55,000  |
| 2019  | Laurent Burguière                  | Bozouls              | 434          | Magrin                       | 8            | 54,25   |
| 2020  | X                                  | X                    | X            | X                            | X            | X       |
| 2021  | Christophe Marcillac               | Ste Geneviève        | 451          | Magrin                       | 8            | 56,375  |
| 2022  | Julien Galdemar                    | Ste Geneviève        | 441          | Saint-Amans-des-Côts         | 8            | 55,125  |
| 2023  | Julien Galdemar                    | Ste Geneviève        | 434          | Montpellier                  | 8            | 54,25   |

#### Féminines
| Année | Joueuse                | Club        | Nbre Quilles | Nbre parties | Moyenne |
| ----- | ---------------------- | ----------- | ------------ | ------------ | ------- |
| 1983  | Marie-Thérèse Berthier | Gillorgues  | 159          | 4            | 39,750  |
| 1984  | Marie-Christine Soulie | Limayrac    | 168          | 4            | 42,000  |
| 1985  | Suzanne Vigouroux      | Flavin      | 190          | 4            | 47,500  |
| 1986  | Christine Ferrand      | Limayrac    | 168          | 4            | 42,000  |
| 1987  | Nadine Bruel           | Arvieu      | 183          | 4            | 45,750  |
| 1988  | Christine Ferrand      | Limayrac    | 174          | 4            | 43,500  |
| 1989  | Martine Grimal         | Arvieu      | 188          | 4            | 47,000  |
| 1990  | Marie-Laure Rigal      | Limayrac    | 178          | 4            | 44,500  |
| 1991  | Nadine Bruel           | Rodez       | 188          | 4            | 47,000  |
| 1992  | Martine Grimal         | Rodez       | 287          | 6            | 47,833  |
| 1993  | Sandrine Cailhol       | Naucelle    | 277          | 6            | 46,167  |
| 1994  | Nadine Bruel           | Rodez       | 285          | 6            | 47,500  |
| 1995  | Valérie Besombes       | Cassuéjouls | 293          | 6            | 48,833  |
| 1996  | Valérie Besombes       | Cassuéjouls | 285          | 6            | 47,500  |
| 1997  | Valérie Besombes       | Cassuéjouls | 283          | 6            | 47,167  |
| 1998  | Lydia Labit            | Rodez       | 300          | 6            | 50,000  |
| 1999  | Lydia Labit            | Rodez       | 296          | 6            | 49,333  |
| 2000  | Nadine Bruel           | Rodez       | 299          | 6            | 49,833  |
| 2001  | Nadine Bruel           | Rodez       | 300          | 6            | 50,000  |
| 2002  | Géraldine Bou          | Colombiès   | 305          | 6            | 50,833  |
| 2003  | Sophie Boutonnet       | Colombiès   | 297          | 6            | 49,500  |
| 2004  | Marie Bruel            | Rodez       | 292          | 6            | 48,667  |
| 2005  | Valérie Besombes       | S.A. Paris  | 303          | 6            | 50,500  |
| 2006  | Géraldine Bou          | Colombiès   | 308          | 6            | 51,333  |
| 2007  | Delphine Orsal         | Laguiole    | 287          | 6            | 47,833  |
| 2008  | Géraldine Bou          | Colombiès   | 296          | 6            | 49,333  |
| 2009  | Géraldine Bou          | Colombiès   | 292          | 6            | 48,667  |
| 2010  | Sophie Boutonnet       | Colombiès   | 300          | 6            | 50,000  |
| 2011  | Vanessa Grimal         | Montpellier | 299          | 6            | 49,833  |
| 2012  | Camille Chalet         | Le Piboul   | 308          | 6            | 51,333  |
| 2013  | Valérie Besombes       | S,A. Paris  | 301          | 6            | 50,167  |
| 2014  | Valérie Besombes       | S.A. Paris  | 297          | 6            | 49.500  |
| 2015  | Valérie Besombes       | S.A. Paris  | 294          | 6            | 49,000  |
| 2016  | Marion Béteille        | Luc         | 295          | 6            | 49,166  |
| 2017  | Valérie Besombes       | SA Paris    | 308          | 6            | 51,333  |
| 2018  | Sabine Raynaldy        | Espalion    | 313          | 6            | 52,166  |

#### Juniors
| Année | Joueur                           | Club                 | Nbre Quilles | Nbre parties | Moyenne |
| ----- | -------------------------------- | -------------------- | ------------ | ------------ | ------- |
| 1962  | Jean-Pierre Mazars               | Luc                  | 183          | 4            | 45,750  |
| 1963  | Serge Labarthe                   | La Mouline           | 197          | 4            | 49,250  |
| 1964  | Adrien Brevier                   | Campuac              | 188          | 4            | 47,000  |
| 1965  | Pierre Julien                    | Gages                | 211          | 4            | 52,750  |
| 1966  | Robert Cazals Jean-Pierre Mathou | Quatre Saisons Gages | 188          | 4            | 47,000  |
| 1967  | Daniel Privat                    | Auzits               | 202          | 4            | 50,500  |
| 1968  | Gabriel Chauchard                | Prades de Salars     | 200          | 4            | 50,000  |
| 1969  | Jacques Laporte                  | Flavin               | 195          | 4            | 48,750  |
| 1970  | Michel Mejanes                   | Prades de Salars     | 200          | 4            | 50,000  |
| 1971  | Claude Azemar                    | Prades de Salars     | 192          | 4            | 48,000  |
| 1972  | Denis Guibert                    | Aveyronnais Paris    | 192          | 4            | 48,000  |
| 1973  | Denis Guibert                    | Aveyronnais Paris    | 197          | 4            | 49,250  |
| 1974  | Yves Beteille                    | Quatre Saisons       | 196          | 4            | 49,000  |
| 1975  | Jacques Vidal                    | Flavin               | 202          | 4            | 50,500  |
| 1976  | Philippe Nouyrigat               | Le Nayrac            | 204          | 4            | 51,000  |
| 1977  | Régis Carnevilliers              | Espalion             | 192          | 4            | 48,000  |
| 1978  | Bernard Clamens                  | Lassouts             | 205          | 4            | 51,250  |
| 1979  | Bernard Clamens                  | Lassouts             | 209          | 4            | 52,250  |
| 1980  | Alain Vigouroux                  | Inières              | 201          | 4            | 50,250  |
| 1981  | Alain Pradel Guy Layrac          | Le Nayrac Lunel      | 201          | 4            | 50,250  |
| 1982  | Daniel Vigouroux                 | Inières              | 205          | 4            | 51,250  |
| 1983  | Christian Besombes               | Ste Geneviève        | 204          | 4            | 51,000  |
| 1984  | Hervé Valenq                     | Huparlac             | 210          | 4            | 52,500  |
| 1985  | Philippe Bony                    | Lunel                | 202          | 4            | 50,500  |
| 1986  | Bernard Artis                    | Gabriac              | 205          | 4            | 51,250  |
| 1987  | Philippe Acquier                 | Limayrac             | 214          | 4            | 53,500  |
| 1988  | Franck Gracieux                  | Marcillac            | 224          | 4            | 56,000  |
| 1989  | Stéphane Vigouroux               | Inières              | 203          | 4            | 50,750  |
| 1990  | David Roziere                    | Gabriac              | 206          | 4            | 51,500  |
| 1991  | Christophe Grimal                | Rodez                | 199          | 4            | 49,750  |
| 1992  | Jean-Claude Gaubert              | St Amans             | 214          | 4            | 53,500  |
| 1993  | Frédéric Molinie                 | Rodez                | 206          | 4            | 51,500  |
| 1994  | Jérôme Foulquier                 | Villecomtal          | 298          | 6            | 49,667  |
| 1995  | Guillaume Girou                  | Campuac              | 309          | 6            | 51,500  |
| 1996  | Daniel Dounet                    | Campouriez           | 301          | 6            | 50,167  |
| 1997  | Franck Foulquier                 | Villecomtal          | 311          | 6            | 51,833  |
| 1998  | Yannick Bors                     | Cassuéjouls          | 306          | 6            | 51,000  |
| 1999  | Frédéric Nicole Mathieu Delmas   | Rodez Sébazac        | 297          | 6            | 49,500  |
| 2000  | Renaud Ferrie                    | Agen d'Aveyron       | 306          | 6            | 51,000  |
| 2001  | Alexandre Denjean                | Laguiole             | 323          | 6            | 53,833  |
| 2002  | Christophe Marcillac             | Ste Geneviève        | 317          | 6            | 52,833  |
| 2003  | Christophe Delmas                | Luc                  | 307          | 6            | 51,167  |
| 2004  | Christophe Delmas Vincent Alaux  | Luc Ste Geneviève    | 291          | 6            | 48,500  |
| 2005  | Richard Recoules                 | Sébazac              | 296          | 6            | 49,333  |
| 2006  | Nicolas Delmas                   | Sébazac              | 309          | 6            | 51,500  |
| 2007  | Paul-Henri Vidal                 | Trémouilles          | 294          | 6            | 49,000  |
| 2008  | Jérémy Foucras                   | Baraqueville         | 306          | 6            | 51,000  |
| 2009  | J.-Baptiste Mouysset             | Sébazac              | 296          | 6            | 49,333  |
| 2010  | Anthony Vigouroux                | Inières              | 313          | 6            | 52,167  |
| 2011  | Clément Enjalbert                | Rodez                | 299          | 6            | 49,833  |
| 2012  | Nicolas Delbouis                 | St Amans             | 301          | 6            | 50,167  |
| 2013  | Marty Sébastien                  | Moyrazès             | 307          | 6            | 51,167  |
| 2014  | Maxime Lecouls                   | Lestrade             | 302          | 6            | 50,333  |
| 2015  | Julien Galdemar                  | St Amans des Côts    | 309          | 6            | 51,500  |
| 2016  | Thibault Sarret                  | Colombiès            | 311          | 6            | 51,833  |
| 2017  | Baptiste Veyre                   | Florentin            | 302          | 6            | 50,333  |
| 2018  | Antoine Salesses                 | Moyrazès             | 295          | 6            | 49,167  |

## Sources
1. ↑  « Ministère de la Culture » (consulté le 3 juillet 2017).